# Dillagi
Dillagi est un film indien de l'industrie de Bollywood, réalisé par Sunny Deol, sorti le 19 novembre 1999. 
Le film met en vedette Sunny Deol, Bobby Deol et Urmila Matondkar.

## Synopsis
Le film narre l'histoire de deux jeunes frères (Ranvir) et (Rajvir) qui se retrouvent orphelin et qui finissent par tomber amoureux de la même femme (Shalini).

## Distribution
- Sunny Deol : Ranvir
- Bobby Deol : Rajvir
- Urmila Matondkar : Shalini

## Box-office
Le film est un hit au Box-office et rapporte plus de 400 070 000 roupies.